# Schinderhannes-Soonwald-Radweg

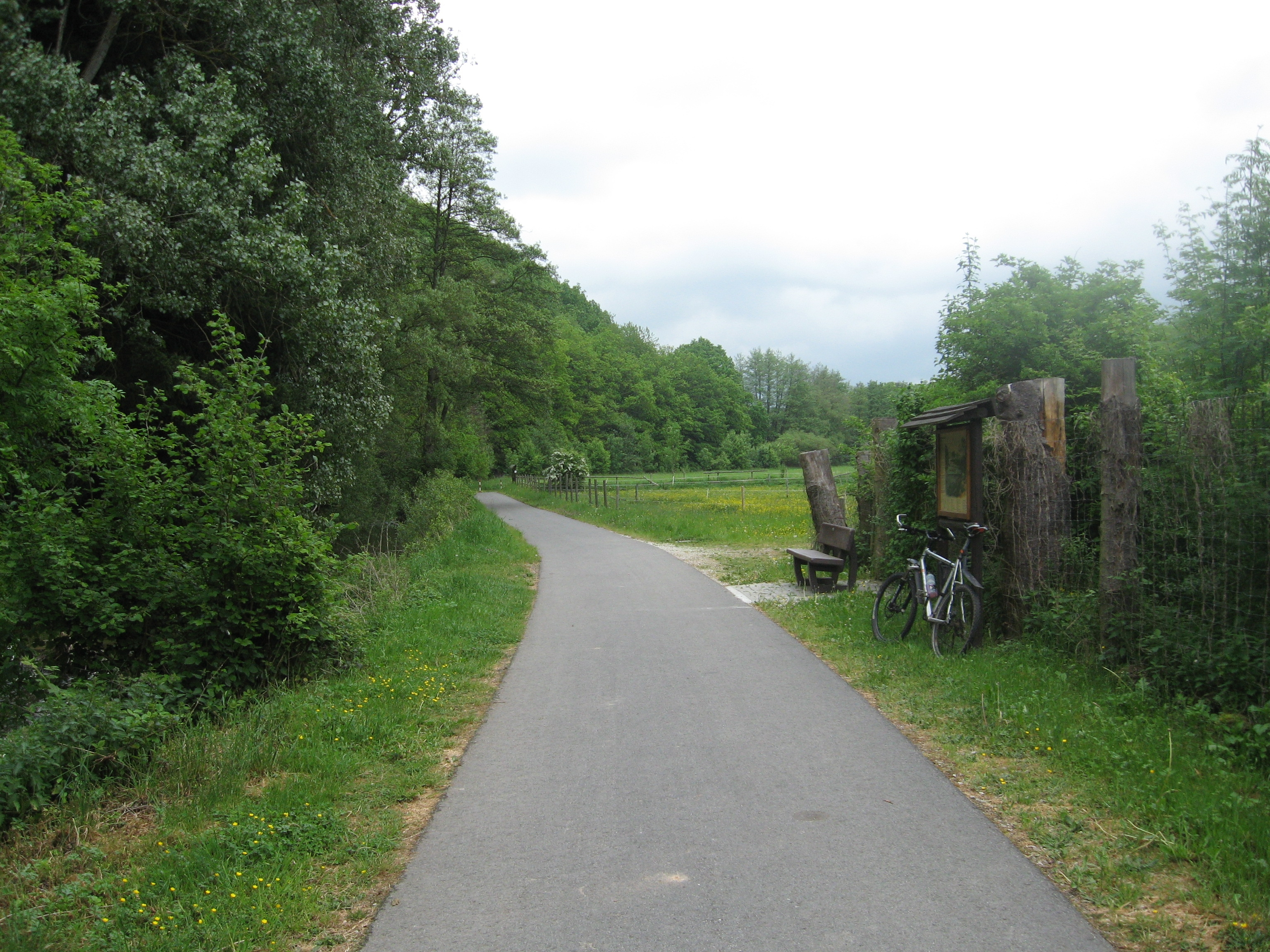
Radweg zwischen Gemünden und Mengerschied

Der im Hunsrück gelegene Schinderhannes-Soonwald Radweg ist 16 km lang und verläuft im Wesentlichen in der Nähe der Trasse der 1963 stillgelegten Bahnstrecke von Simmern nach Gemünden. 

## Allgemeines
Dieser Radweg ist die konsequente, aber nicht konsequent ausgeschilderte Fortsetzung des Schinderhannes-Radwegs zwischen Emmelshausen und Simmern, im Gegensatz zu diesem konnte der Schinderhannes-Soonwald Radweg nicht überall auf der ehemaligen Bahntrasse realisiert werden, da wesentliche Teile der Strecke schon abgebaut sind und anderweitig genutzt werden. Er wurde 2003 fertiggestellt und für Radfahrer, Skater und Spaziergänger freigegeben. Benannt wurde der Weg nach Johannes Bückler genannt Schinderhannes.

## Geographie
Der Radweg verläuft anfangs steil durch Felder von Simmern nach Riesweiler, anschließend verläuft er durch ein idyllisches Wiesental parallel zum Brühl- und Lametbach über Tiefenbach, Mengerschied bis Gemünden.
Der Soonwald grenzt dabei direkt südlich an den Radweg an, zahlreiche Möglichkeiten bieten geübten Radlern die Auffahrt zu den Soonwaldhöhen.

## Anschluss-Radwege
- Schinderhannes-Radweg
- Lützelsoon-Radweg
- Nahe-Radweg
- Hunsrück-Radweg (Saarburg – Bacharach)